# Eurobeat
Eurobeat és el nom de dos gèneres musicals d'Europa. Un és una variant britànica del dance-pop italià influït per l'eurodisco i l'altre és una forma d'italo disco impulsada per hi-NRG. Ambdues formes es van desenvolupar als anys 1980 del segle xx.
Eurobeat està també directament relacionat amb la cultura dance japonesa del Para Para però d'una manera diferent.

## Segells d'Eurobeat
- Rodgers Music[cal citació]
- kyrmusic, que inclou projectes vocals trance tals com nR Element de Califòrnia.[cal citació]